# Bible Lands Museum

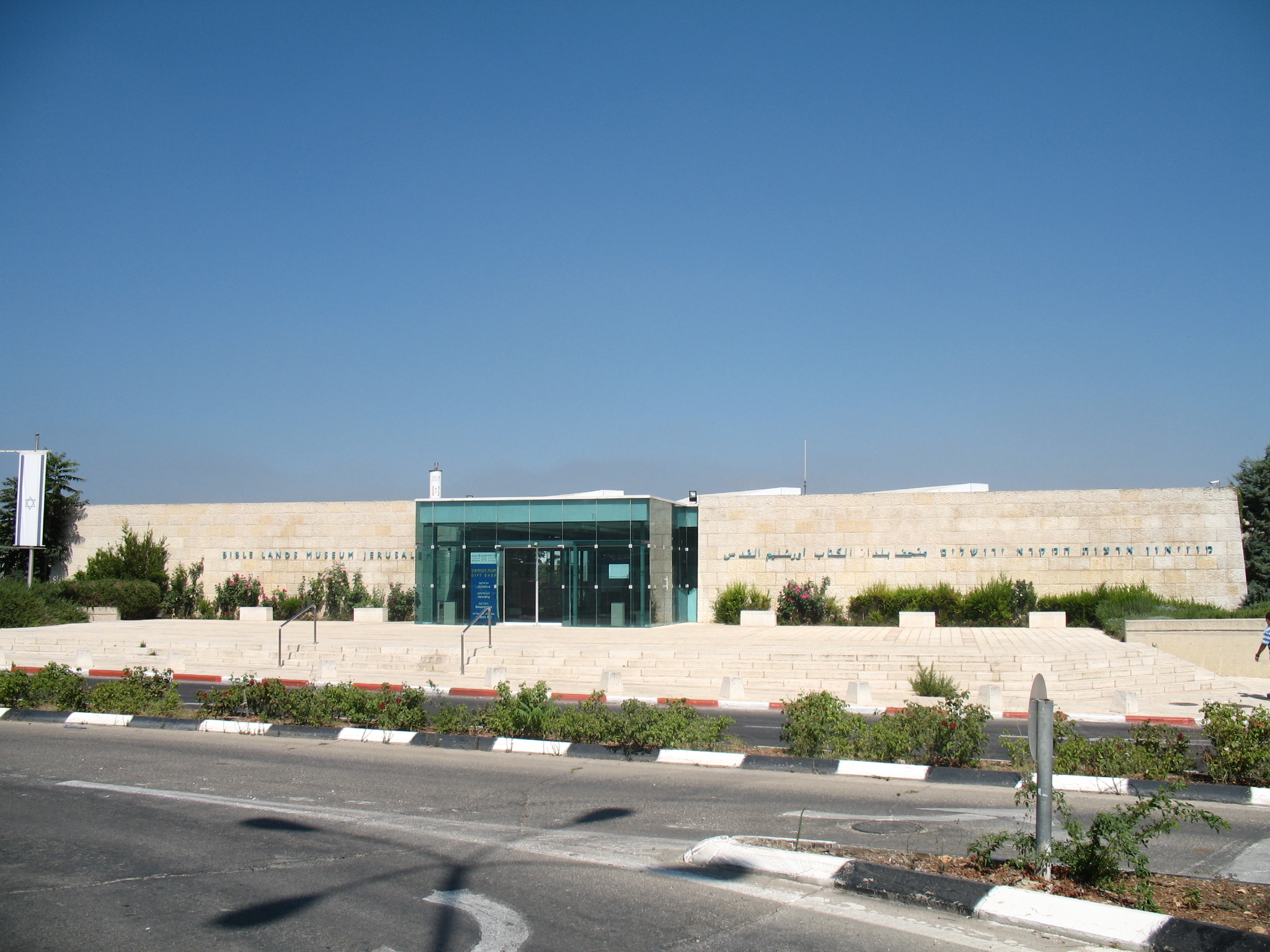

Bible Lands Museum (מוזיאון ארצות המקרא ירושלים - Muzeon Artzot HaMikra) är en museum tillägnad de gamla länder och kulturer i  judiska Bibeln. Museet ligger i Jerusalem bredvid Israel Museum i Givat Ram.